# CT Corp
PT CT Corpora (CT Corp) – indonezyjski konglomerat. Został założony w 1987 roku pod nazwą Para Group.
Obszar działalności CT Corp obejmuje turystykę, handel detaliczny, nieruchomości, usługi finansowe, transport i media. Do grupy należy między innymi Trans Corp (PT Trans Corpora) z filiami Trans Lifestyle, Trans Entertainment i Trans Media.
Grupę założył przedsiębiorca Chairul Tanjung. Nazwa CT Corp zaczęła być stosowana w 2008 roku.